# 天孫民族
天孫民族，是記紀的字眼。日本皇室的始祖天津彥彥火瓊瓊杵尊來自天，与他一起降臨的天诸神的后人是天孙民族。他们掃平葦原中國各地土著成立日本国。
神武天皇由筑紫日向出发來到大和國，成立大和朝廷。他们根据地是畿内。